# Diaphus hudsoni
Diaphus hudsoni és una espècie de peix de la família dels mictòfids i de l'ordre dels mictofiformes.

## Morfologia
- Els mascles poden assolir 8,4 cm de longitud total.[3][4]

## Depredadors
És depredat per Trachurus capensis, Merluccius capensis (a Namíbia), Merluccius paradoxus (Namíbia) i Genypterus capensis.

## Hàbitat
És un peix marí i d'aigües profundes que viu fins als 840 m de fondària.

## Distribució geogràfica
Es troba a l'Atlàntic sud, el Pacífic i certes zones de l'Índic.